# Colobothea sinaloensis
Colobothea sinaloensis är en skalbaggsart som beskrevs av Giesbert 1979. Colobothea sinaloensis ingår i släktet Colobothea och familjen långhorningar. Inga underarter finns listade i Catalogue of Life.